# Leiothrix argentauris
Leiothrix argentauris é uma espécie de ave da família Leiothrichidae.
Pode ser encontrada nos seguintes países: Bangladesh, Butão, Camboja, China, Índia, Indonésia, Laos, Malásia, Myanmar, Tailândia e Vietname.